# Sărățel, Prahova
Sărățel este un sat în comuna Predeal-Sărari din județul Prahova, Muntenia, România.